# Abadía de San Pedro (Salzburgo)
La Abadía de San Pedro o alternativamente Archiabadía de San Pedro (en alemán: Erzabtei Sankt Peter o Stift Sankt Peter) es un monasterio benedictino, monasterio y antigua catedral en la ciudad de Salzburgo en Austria. Se le considera uno de los monasterios más antiguos de la zona de habla alemana, y de hecho la más antigua con una historia continua desde su fundación en 696.
Abadía de San Pedro fue fundada en 696 por San Ruperto en el sitio de una iglesia de la Antigüedad tardía derivada de la primera cristianización de la zona en los días de Severino de Noricum. Igualmente, el desarrollo del monasterio estaba destinado a reenviar el trabajo misionero en los Alpes orientales. Hasta 987, la oficina del abad se unió a la del arzobispo de Salzburgo: los dos siempre se mantienen unidos por un solo hombre.
Es Patrimonio de la Humanidad de la Unesco desde 1996 como parte del centro histórico de Salzburgo.

## Véase también

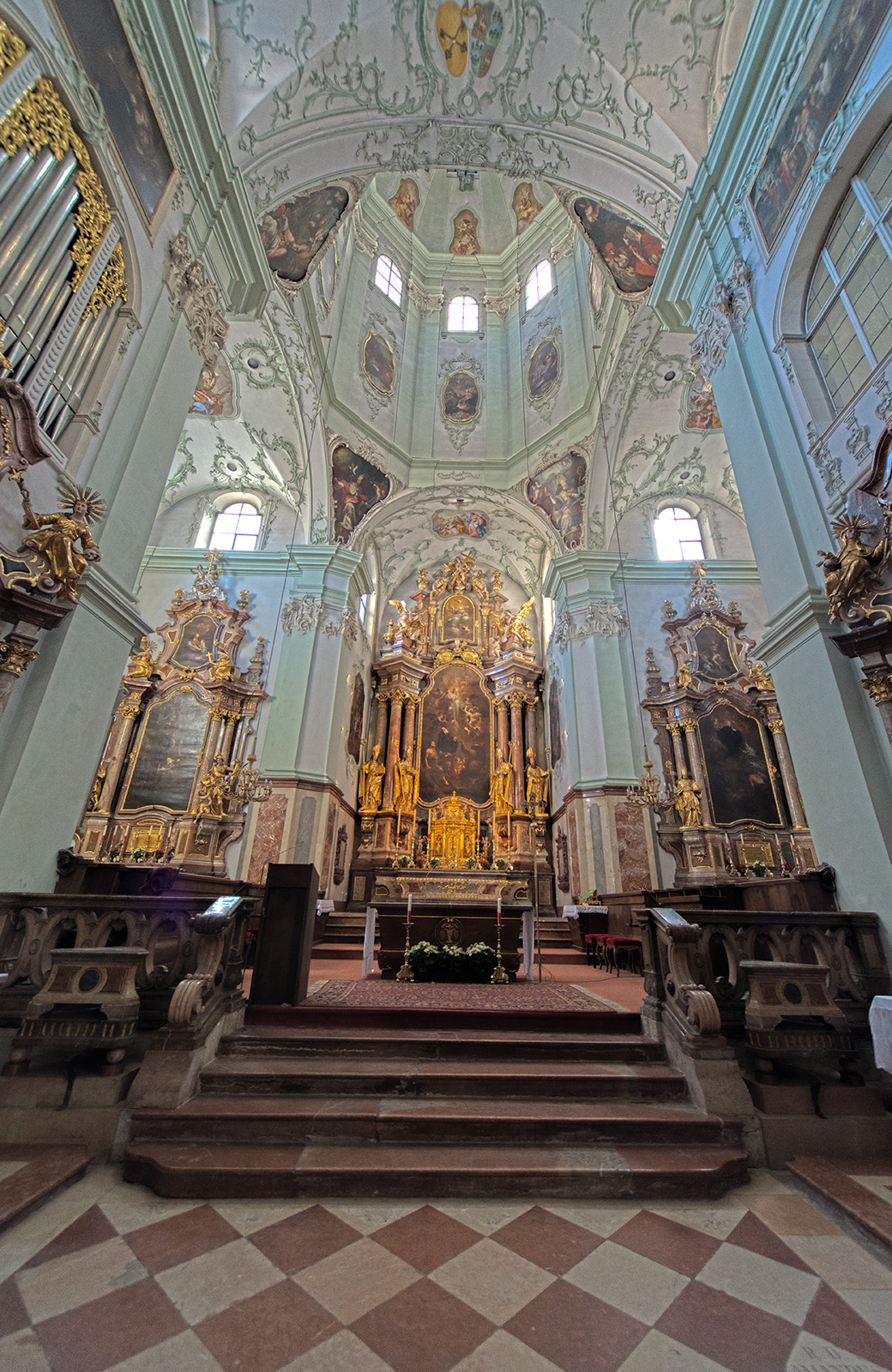
Vista interna